# 68 Herculis
u Herculis
Ne doit pas être confondu avec υ (Upsilon) Herculis, ni avec U Herculis.
Désignations
68 Herculis (en abrégé 68 Her) est une étoile triple de la constellation boréale d'Hercule. Dans la littérature scientifique, elle est souvent connue par sa désignation de Bayer de u Herculis, 68 Herculis étant sa désignation de Flamsteed. Elle est visible à l'œil nu avec une magnitude apparente de base de 4,82. D'après la mesure de sa parallaxe annuelle par le satellite Gaia, le système est situé à environ ∼ 950 a.l. (∼ 291 pc) de la Terre. Il se rapproche du Système solaire à une vitesse radiale de −17 km/s
La paire intérieure du système de 68 Herculis constitue une binaire semi-détachée bien étudiée dont le plan orbital est incliné proche de la ligne de visée de la Terre, ce qui en fait une binaire à éclipses de type Algol. Ses deux étoiles ont une période orbitale d'un peu plus de deux jours et un demi-grand axe qui vaut 15 fois le rayon solaire. La composante secondaire transfère de la masse vers la primaire, qui est plus chaude. L'éclipse principale réduit la luminosité du système jusqu'à une magnitude de 5,37, tandis que l'éclipse secondaire fait baisser la magnitude à 4,93. Des calculs théoriques suggèrent que l'étoile donneuse a débuté sa vie avec 7,2 masses solaires, l'étoile primaire actuelle avec 3,6 masses solaires, et que leur période orbitale initiale était d'environ 1,35 jour.
La composante primaire, désignée 68 Herculis Aa ou parfois simplement A, montre un comportement pulsationnel de type Beta Cephei. Elle est classée comme une étoile bleu-blanc de la séquence principale de type spectral B2 V. Elle tourne rapidement sur elle-même, montrant une vitesse de rotation projetée de 145 km/s. L'étoile fait près de huit fois la masse du Soleil et cinq fois son rayon. Elle est autour de 4 800 fois plus lumineuse que le Soleil et sa température de surface est de 21 600 K.
La composante secondaire, désignée 68 Herculis Ab ou occasionnellement B, s'est avérée difficile à classer, mais semble être une étoile bleu-blanc de type B8-9. Elle fait près de trois fois la masse du Soleil et son rayon est 4,3 fois plus grand que le rayon solaire. Elle tourne sur elle-même à une vitesse de rotation projetée de 105 km/s. L'étoile est autour de 427 fois plus lumineuse que le Soleil et sa température de surface est de 12 600 K.
Enfin la troisième étoile du système, 68 Herculis B, est située à une séparation angulaire de 4,4 secondes d'arc et brille à une magnitude de 10,2. Elle partage un mouvement propre commun et une parallaxe similaire à la paire éclipsante, et elle est modélisée comme une étoile sur la séquence principale qui est quelque peu plus massive, un plus chaude et un plus lumineuse que le Soleil. Toute orbite prendrait des milliers d'années.